# Luftangriff auf Wallhausen (Helme)
Gegen Ende des Zweiten Weltkrieges, am 22. Februar 1945, erfolgte ein schwerer Luftangriff auf das – westlich von Sangerhausen gelegene – Dorf Wallhausen an der Helme. Dieser wurde durch 19 viermotorige, strategische Bomber der United States Army Air Forces vom Typ B-24 („Liberator“) durchgeführt. Sie warfen, um 13.05 Uhr bei guter Sicht, 166 hochbrisante Sprengbomben (41,5 Tonnen) auf den als „Sekundärziel“ eingestuften Ort. Die Kirche und 19 Wohngebäude wurden zerstört, 25 Häuser schwer und 50 leichter beschädigt. Insgesamt 70 Menschen starben, darunter viele Frauen und Kinder. Es war die größte Katastrophe, die den Ort Wallhausen in der jüngeren Geschichte getroffen hat.

## Leichtere Luftangriffe im Februar und März 1945
- 15. Februar: US-Tiefflieger beschießen mittags mit Bordwaffen einen Personenzug am Block Pfeiffersheim bei Wallhausen und schießen zwischen Wallhausen und Sangerhausen einen Tankzug in Brand.
- 19. Februar: um 13.45 erfolgt ein Tieffliegerangriff auf den Bahnhof Wallhausen. In der benachbarten Knopffabrik wird eine Arbeitsmaid getötet und ein Arbeiter verwundet.
- 21. Februar: in den Mittagsstunden erfolgen ununterbrochen Fliegerangriffe auf alle Züge zwischen Nordhausen und Wallhausen.
- 30. März: um 17.30 Uhr erfolgt ein Fliegerangriff auf einen Personenzug am Brandrain bei Wallhausen[2]

## Operation Clarion
Der große Angriff auf Wallhausen und gleichzeitig das benachbarte Sangerhausen erfolgte im Rahmen der angloamerikanischen Operation Clarion, die sich am 22. und 23. Februar 1945 mit 6500 Flugzeugen gegen 200 Ziele im Deutschen Reich richtete, um dessen Verkehrsverbindungen, das Straßen- und Eisenbahnnetz, zu unterbinden. Es handelte sich um die größte und weiträumigste Luftkriegskampagne der Westalliierten. Die Angriffshöhe auch der beteiligten 3500 schweren Bomber war auf das „Optimum“ von 3000 bis 3900 Meter erniedrigt worden, um – bei schon reduzierter deutscher Luftabwehr – eine möglichst große Treffergenauigkeit zu erreichen. Von der 8th Air Force waren am 22. Februar 1945 1372 schwere Bomber der Typen B-17 „Flying Fortress“ und B-24 „Liberator“ sowie 817 Kampfflugzeuge/Jagdbomber über Mittel- und Westdeutschland unterwegs.

## Der große Luftangriff auf Wallhausen am 22. Februar 1945

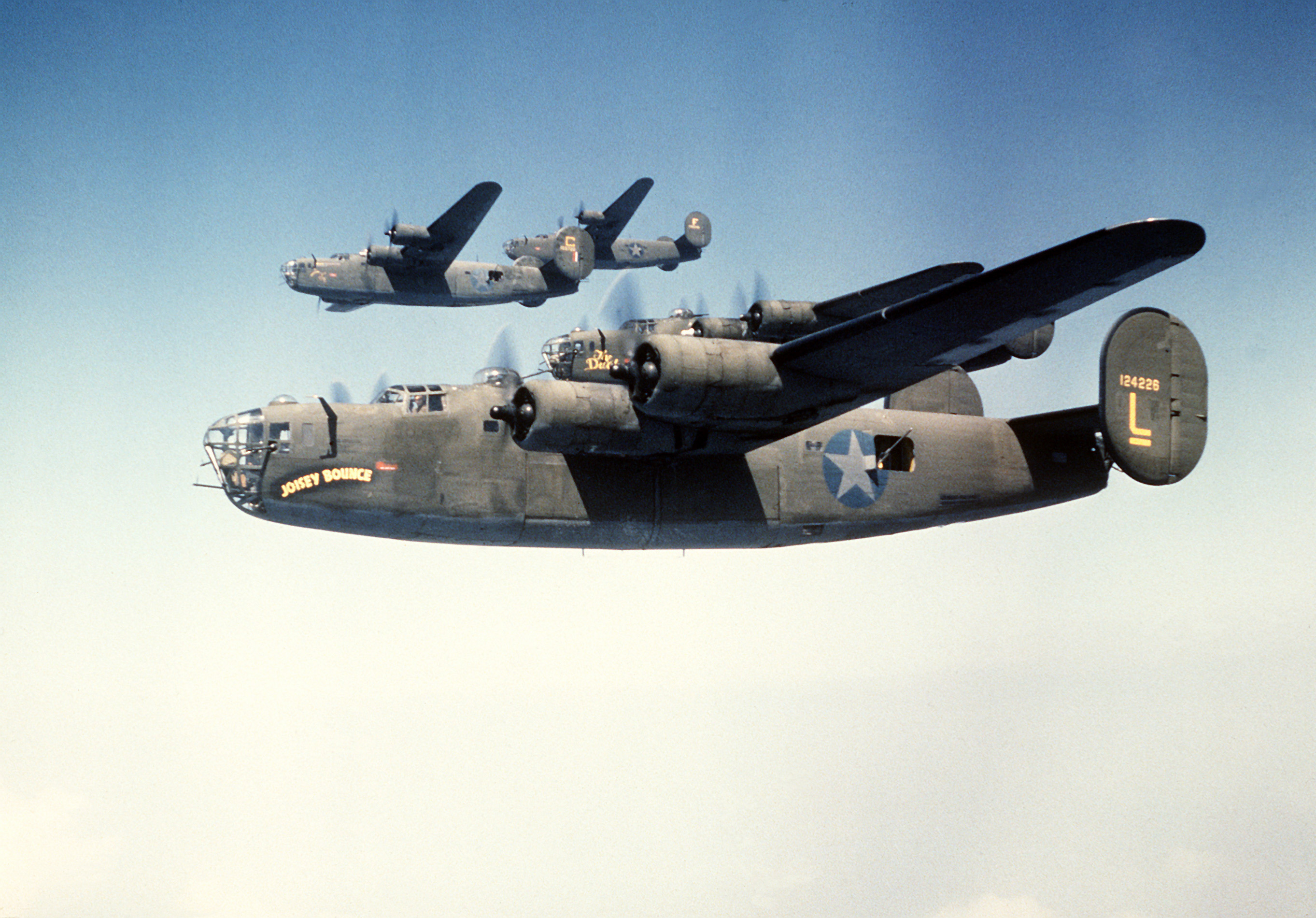
B-24 „Liberator“ in Formation

Der Luftangriff auf Wallhausen an der Helme erfolgte am 22. Februar 1945, bei klarer Sicht aus nur 3500 Meter Höhe, durch 19 schwere US-amerikanische Bomber vom Typ B-24 („Liberator“), die zur 2nd Air Division der in Ostengland stationierten 8th Air Force gehörten. Die Bomber kamen aus Süden, aus der Richtung Brücken/Kyffhäusergebirge. Zehn der angreifenden Maschinen bildeten die Bombergruppe 389 A und neun Maschinen die Gruppe 389 C (zu dieser gehörten eigentlich auch 10 Flugzeuge, von denen sich jedoch eines seiner Bombenfracht in Quakenbrück im Landkreis Osnabrück entledigte). Geplant war der Abwurf von 186 Stück hochexplosiver (HE) 500-Pfund-Sprengbomben durch 20 Flugzeuge, abgeworfen wurden tatsächlich 166 dieser Bomben durch 19 Flugzeuge auf Wallhausen.

## Die Zerstörungen
Wallhausen hatte keine militärischen Einrichtungen. Das vorgegebene Ziel des Angriffs waren die Reichsstraße 80 durch den Ort und die Eisenbahn-Strecke Sangerhausen-Nordhausen am nördlichen Ortsrand. Es bestand kein Eisenbahnknoten und kein eigentlicher Güterbahnhof.
Der Report der US-Luftwaffe meldete nach dem Einsatz: eine kleine Anzahl von Treffern auf das Hauptgleis und 5 weitere Explosionen auf Nebengleisen. Mindestens 70 Explosionen erfolgten in der Nordhälfte der „Stadt“ (so bezeichnet), mit möglichen Treffern in einem „Speichergebiet“, das an die Gleise grenzte und anderen möglichen Treffern auf der Hauptstraße.
In Wallhausen hatte man zunächst 137 Bombeneinschläge festgestellt, davon 110 auf den Ort und der Rest auf freies Feld nördlich der Bahngleise. Später wurde die Zahl der abgeworfenen Bomben entsprechend den US-Angaben auf 166 korrigiert. Eine Bombe traf ein Bahnhofsgebäude und zerstörte Waggons. Im Ort selbst wurde „innerhalb von Sekunden eine furchtbare Zerstörung angerichtet“. Wallhausen wurde zu 50 % vernichtet. Die Post- und die Hauptstraße waren durch Bombeneinschläge und Schuttmassen nicht mehr passierbar. In der Hauptstraße, an ihren beiden Knickpunkten im Ortsinneren (Alter Markt) und am westlichen Ortsausgang (Oberfleck, nahe Schule und Kirche), klafften zwei riesige Bombenkrater von etwa 10 Metern Tiefe und 20 Metern Durchmesser. 18 Häuser waren vollständig zerstört, 25 Häuser mit Stallungen schwer und 50 leichter beschädigt. Die Kirche St. Peter und Paul erhielt einen Volltreffer, durch den das Kirchenschiff zerstört und der massive Turm stark beschädigt wurde. Auf den Friedhof fielen 5 Bomben: Gräber wurden aufgerissen, Leichenteile freigelegt und Grabsteine flogen hundert Meter weit. In den Stallungen kam Vieh um: 9 Pferde, 18 Rinder, 10 Schafe und 15 Schweine.
Zerstörte Gebäude: Hauptstraße 66 (Gasthof „Grüne Tanne“), Kirchtor 123 (nicht wieder aufgebaut), Kirchtor 124 (Schule, nicht wieder aufgebaut); Hauptstraße 127 (Der Bienenstock, beschädigt, 1946 abgerissen), Hauptstraße 128, 134, 142, 143, 144, 145, 146, 147 (nicht wieder aufgebaut), 148 (nicht wieder aufgebaut), 182, 183 (Am Blauen Tor); Poststraße 208, 215, 216; Am Friedhof 221. Dazu: Hauptstraße 125: die Kirche.
Das Schloss, die wenigen Industriebetriebe, die Flugwacht und das (1945 nicht mehr als solches genutzte) RAD-Lager wurden nicht getroffen.

## Die Opfer
Ein Augenzeuge nach dem Angriff: „Traurige Szenen konnte man beobachten. Angehörige suchten ihre verschütteten Angehörigen.“. „Aufopferungsvolle Arbeit leisteten die Kameraden der (Feuer)-Wehr am 22. Februar und danach bei der Beseitigung der Bombenschäden und bei der Bergung der Toten, die zum Teil im Feuerwehrgerätehaus untergebracht werden mussten.“ Auch die Bevölkerung und die Angehörigen der Betriebe von Wallhausen, so des Steingutwerks, beteiligten sich sofort nach dem Bombardement an den Bergungsarbeiten. Die ausländischen Arbeitskräfte wurden ebenfalls eingesetzt. Auch die Wehren aus Nachbarorten halfen, besonders die aus Brücken. Die Sangerhäuser Feuerwehr war durch die schweren dortigen Zerstörungen im Bahnhofsbereich und der Stadt infolge des gleichzeitigen Luftangriffs gebunden.
Nach dem Angriff und der Bergung wurden 62 zivile deutsche Todesopfer, zwei tote Wehrmachtssoldaten und vier getötete Polen festgestellt. Zwei von etwa 80 schwer Verwundeten starben wenig später. Bei Ausschachtungsarbeiten in Ortsmitte wurden 1957 die sterblichen Überreste eines 12-jährigen Jungen geborgen. So ergeben sich insgesamt 70 Todesopfer, 66 deutsche und vier polnische. Der Ortschronist schreibt ebenfalls: „Insgesamt gehe man von 70 Personen aus, die bei dem Angriff ihr Leben verloren“. Unter den Toten befand sich auch eine Flüchtlingsfamilie aus Ostpreußen.
Das Kirchenbuch verzeichnet Namen, Lebensalter und Geschlecht der 50 auf dem Wallhäuser Friedhof in dem Sammelgrab bestatteten Opfer. Es handelte sich um 30 Erwachsene (bis zum Alter von 86 Jahren), davon 20 Frauen und 10 Männer. 20 Opfer waren Kinder im Alter von einem bis 14 Jahren. Andere Bestattungen fanden in Familiengräbern und in benachbarten Orten statt.
Außer bei den Polen gab es keine Bombenopfer unter den Ausländern: nicht bei den Holländern im Ratskeller, den kriegsgefangenen Franzosen und Polen im Schieferhof, oder den sowjetischen Kriegsgefangenen in der Hauptstraße Nr. 186.

## Begräbnisstätte und Gedenken

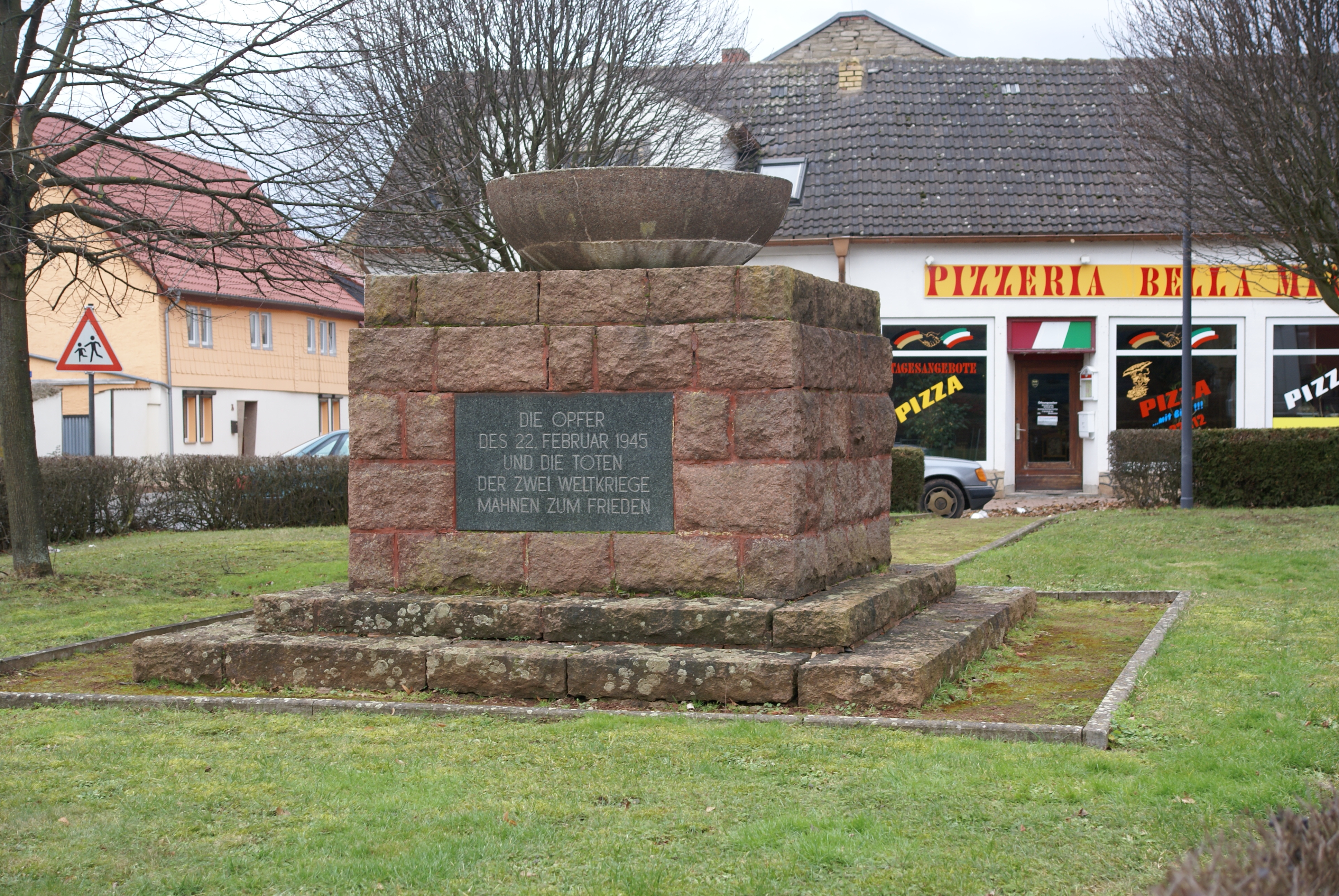
Denkmal (von 1956) in Wallhausen

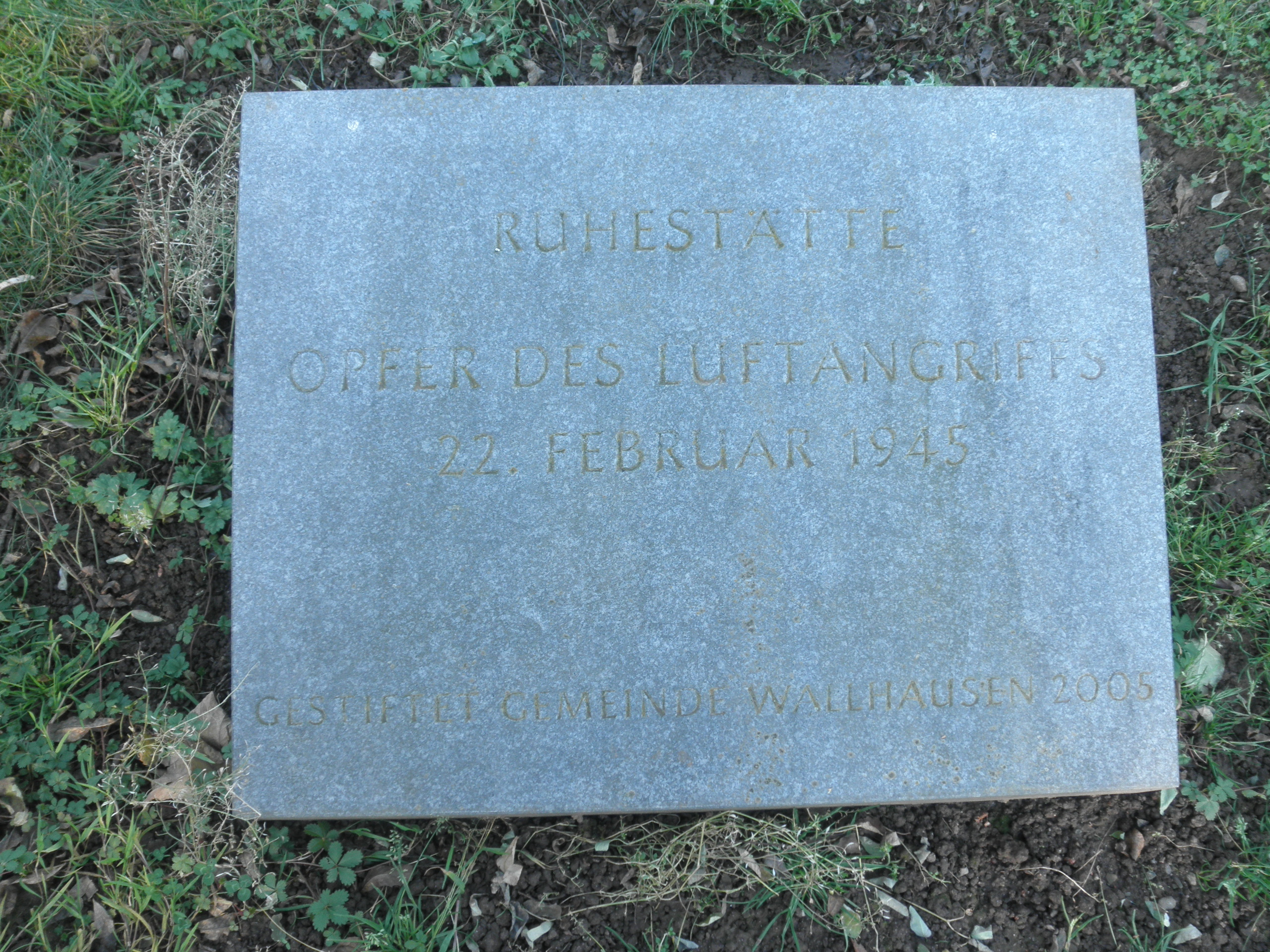
Tafel an Massengrab für 50 Bombenopfer in Wallhausen

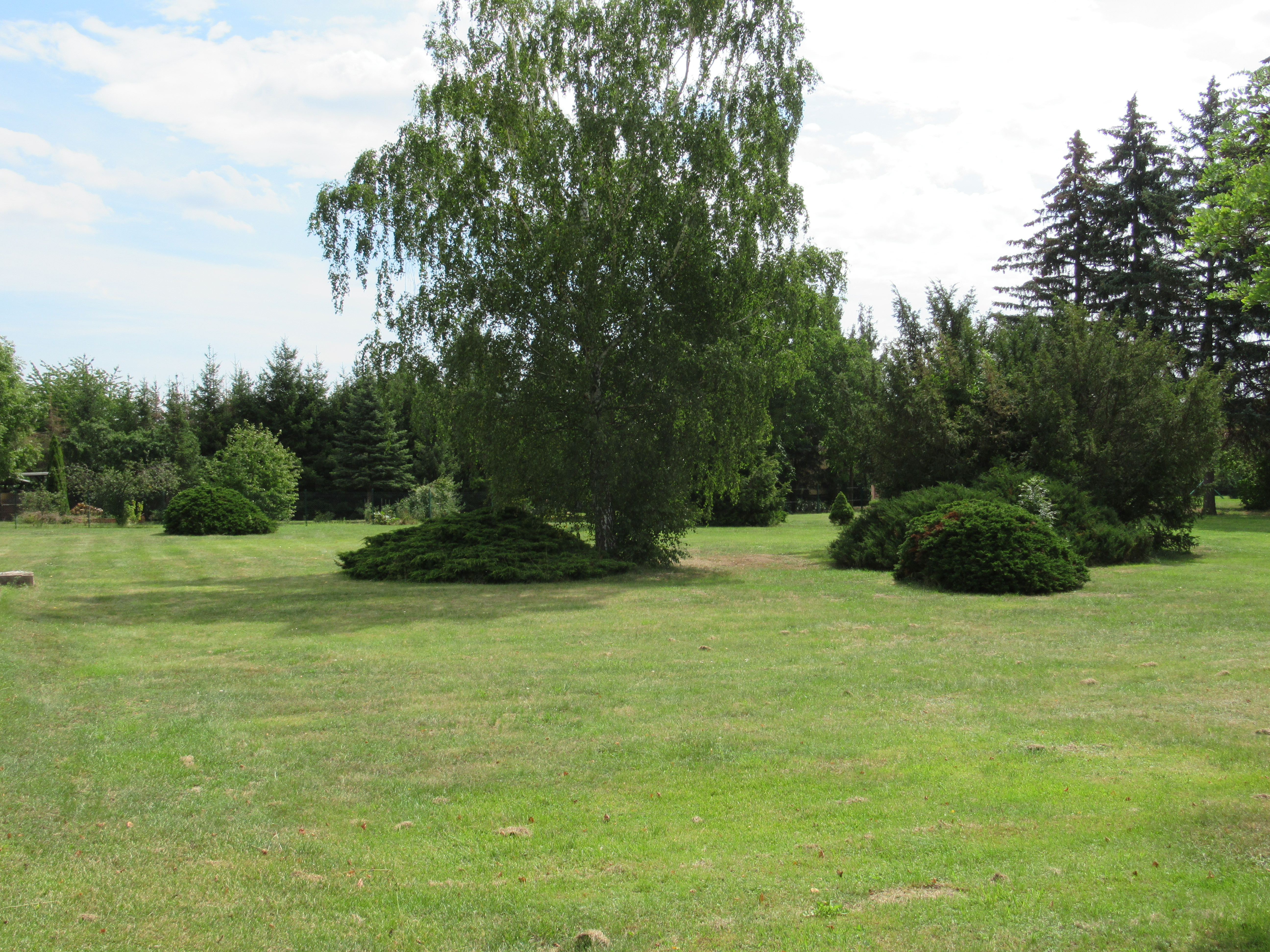
Gräberfeld mit 50 Bombenopfern vom 22. Februar 1945 in Wallhausen

Unter großer Anteilnahme der Bevölkerung wurden am 27. Februar 1945 ab 9.00 Uhr im Rahmen einer Trauerfeier 50 Wallhäuser Todesopfer in einem Massengrab auf dem Ortsfriedhof beigesetzt. Zu den Bombenopfern gehörten auch vier Polen, die im Gasthof „Grüne Tanne“ ums Leben kamen.
Zur Zeit der SBZ/DDR wurde am Rande der Begräbnisstätte ein großes Holzkreuz (mit schrägem Querbalken) errichtet, das die Inschrift trug: „Ihr seid gefallen als Helden, als Kämpfer, als Opfer gegen den Faschismus“. Das Kreuz wurde 1998 (mit gleicher Beschriftung) erneuert. Es existierte auch noch Anfang 2018, mit unleserlicher Inschrift. Anfang April 2018 war das Kreuz nicht mehr da (zur Restaurierung?).
Das erhaltene Kriegerdenkmal von 1925 für die im Ersten Weltkrieg Gefallenen vor der Kirchenruine verschwand nach 1945. Am 3. September 1949 wurde der beschädigte Kirchturm in Anwesenheit des Bürgermeisters und anderer damaliger Persönlichkeiten gesprengt. Die Trümmer blieben viele Jahre lang als Steinhaufen liegen, bevor sie in den 1960er Jahren aus Privatinitiative zu einer Art Mahnmal geordnet wurden. Eine Kommission von Regierungsbaurat, Landrat, Kreisbaumeister, Bürgermeister und weiteren Experten aus dem Kreis Sangerhausen hatte am 7. August 1945 empfohlen, die Ruine des Kirchturms stehenzulassen: „Der Turm der Kirche soll schon als weithin sichtbares Wahrzeichen in der Landschaft und als wertvolles Baudenkmal erhalten bleiben.“
1956 wurde unweit der Kirche ein großer Kubus aus rotem Granit mit Feuerschale als Denkmal/Ehrenmal errichtet. Es trägt auf seiner östlichen Seite die Inschrift: „Die Opfer des 22. Februar 1945 und die Toten der zwei Weltkriege mahnen zum Frieden“.
Ortseinwohner berichten, dass später in der DDR-Zeit der Bombenangriff kein (öffentliches) Thema gewesen sei.
Nach der politischen Wende 1989/90 wurde und wird an den Luftangriff und seine Opfer erinnert. Zum Jahrestag 1993 erschien in der Presse eine Namensliste mit den Wallhäuser Toten. Zum 50. Jahrestag wurde plakatiert: „Bekanntmachung: ‚Ehre den Toten‘. 22. Februar 1945 – 22. Februar 1995. Anläßlich des 50. Jahrestages der Zerstörung von Wallhausen findet am Mittwoch, dem 22. Februar 1995 um 13.00 Uhr eine Kranzniederlegung am Ehrenmal in Wallhausen mit anschließendem Gedenkgottesdienst in der Kirche statt. Hinsching, Bürgermeister“. 100 Wallhäuser trafen sich am Ehrenmal und in der Kirche. Die Kirchenglocken läuteten ab 13.05 Uhr solange, wie der Angriff gedauert hatte. Der Bürgermeister Klaus Hinsching legte ein Blumengebinde nieder und hielt eine Gedenkansprache. Der Ortschronist Klaus Thieme schrieb im Jahre 2000 zum 55. Jahrestag: „Am 22. Februar jährt sich wieder einmal jener furchtbare Tag, an dem amerikanische Bomber das große Unheil über unseren Ort brachten.“
Am 22. Februar 2005 wurde am Rande der Rasenfläche des Gemeinschaftsgrabes, nahe der Friedhofskapelle, ein liegender Gedenkstein geweiht, der folgende – nur noch schwer lesbare – Inschrift trägt: „Ruhestätte. Opfer des Luftangriffs 22. Februar 1945. Gestiftet Gemeinde Wallhausen 2005“. An einer Gedenkveranstaltung am 26. Februar 2005 in der Gaststätte „Haus der Sonne“ nahmen über 400 Menschen teil.
Alljährlich läutet am 22. Februar um 13.05 Uhr die (gerettete, historische) Glocke der auf kleinerem Grundriss und turmlos neu aufgebauten Kirche St. Peter und Paul als Erinnerung an den verheerenden Bombenangriff.